# Opuntia occidentalis
Opuntia occidentalis är en kaktusväxtart som först beskrevs av Georg George Engelmann och J.M. Bigelow (pro sp.  Opuntia occidentalis ingår i släktet fikonkaktusar, och familjen kaktusväxter. Inga underarter finns listade i Catalogue of Life.